# Forum Nová Karolina
Forum Nová Karolina je obchodní centrum fungující od roku 2012 v ostravské čtvrti Karolina. Ve třech podlažích s celkovou plochou 58 000 m² se nachází celkem 220 obchodů a 24 restaurací, kino a kavárny, pracuje zde přes 1000 lidí. Pod centrem je dvoupatrové podzemní parkoviště s kapacitou 1500 míst. Za architektonickým návrhem stojí hlavně britská architektonická kancelář OMA, konkrétně Rem Koolhaas a Floris Alkemade.
Majitelem je společnost Reico spadající pod Českou spořitelnu. Ta ho vlastní od roku 2018, kdy ho koupila za 5,4 miliardy korun, jednalo se o největší realitní obchod toho roku. Předtím byli majiteli britská investiční společnost Meyer Bergman a kanadský penzijní fond Healthcare of Ontario Pension Plan, ti centrum koupili společně s obchodním centrem Forum Ústí nad Labem v roce 2011 za celkem 300 000 000 Eur.

## Historie
Forum Nová Karolina je součástí rozsáhlého revitalizačního projektu 30 hektarové bývalé průmyslové plochy (brownfield), která je součástí centra města. Prázdná plocha zde vznikla v 60. letech 20. století demolicí uhelného dolu a koksovny. Urbanistický koncept je výsledkem soutěže z roku 2005.
Výstavba začala 6. června 2008 a ve stejný rok byla kvůli ekonomické krizi také pozastavena. Znovuzahájení výstavby proběhlo v roce 2011. Obchodní centrum bylo otevřeno 22. března 2012 spolu s byty poblíž jako první etapa revitalizace Nové Karoliny.
Návštěvnost v centru Forum Nová Karolina dosahuje 10 milionů lidí ročně.
Koncem září 2019 byly před centrem nalezeny desítky mrtvých ptáků, které zahynuly nárazem do prosklené části budovy.

## Zajímavosti
Foru Nová Karolina se někdy přezdívá Fukušima.

## Galerie

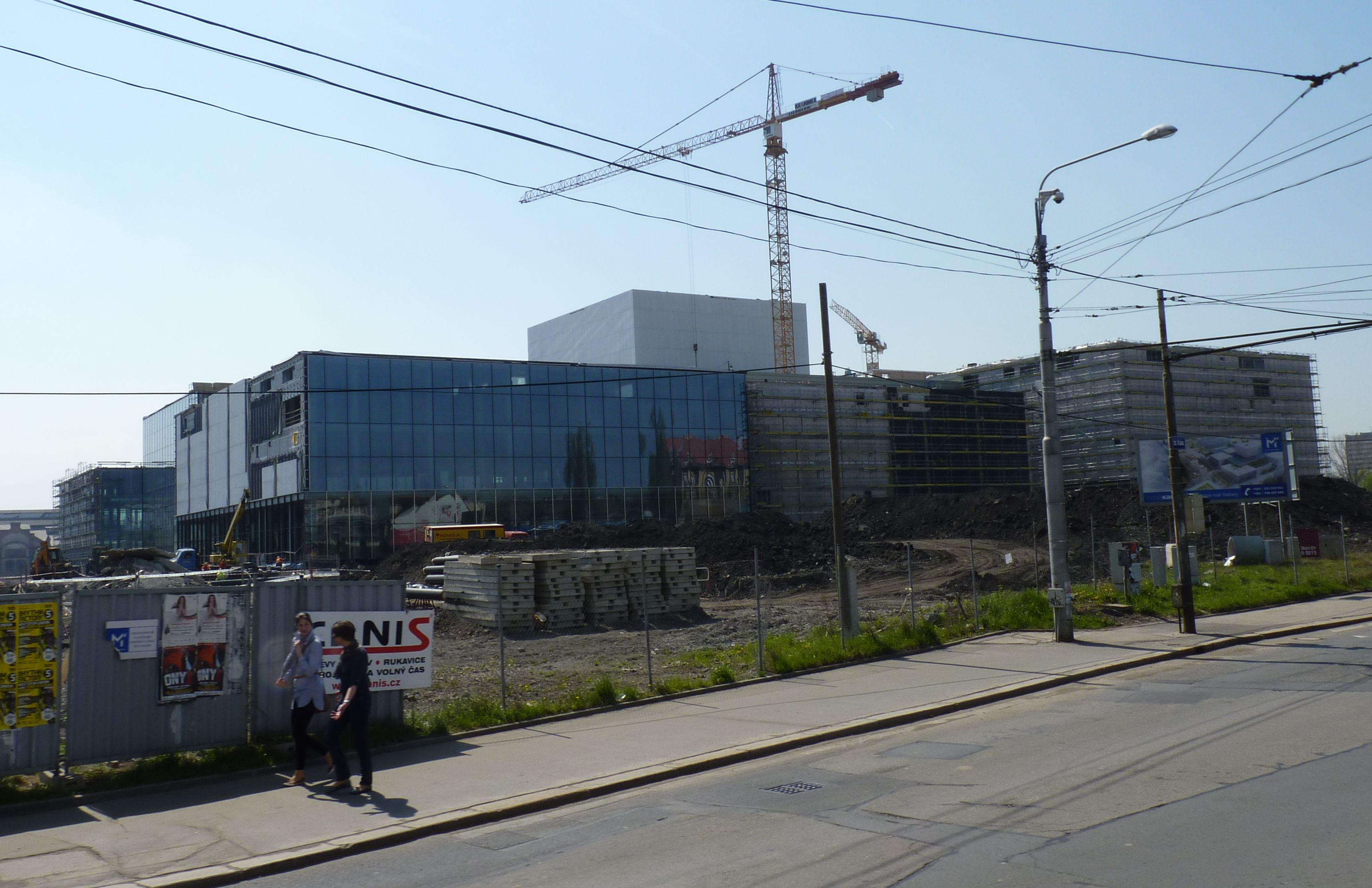
Výstavba Forum Nová Karolina na jaře 2011
Forum Nová Karolina v Moravské Ostravě (2012)
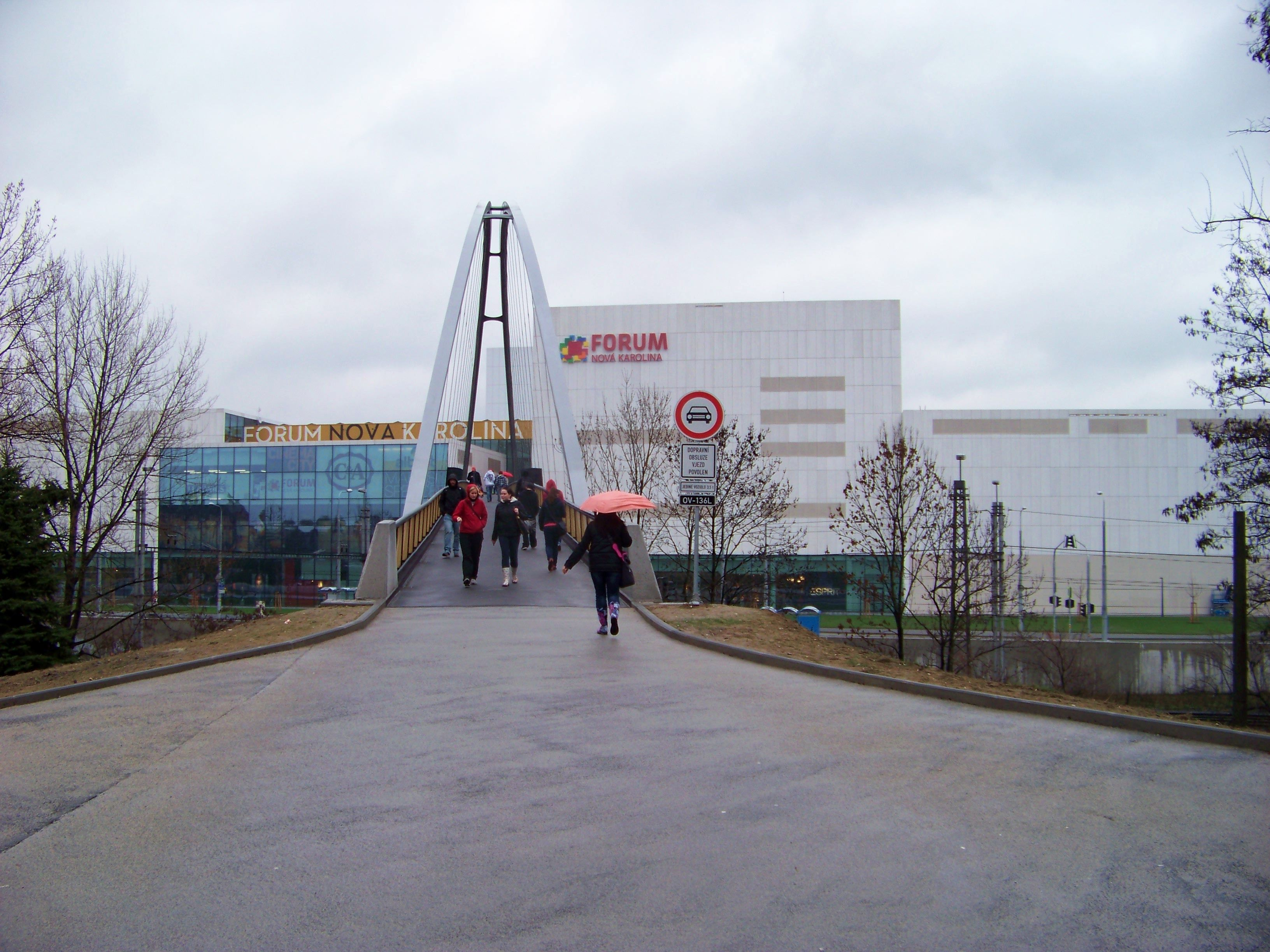
Lávka k Forum Nová Karolina